# Northeastern Huskies
Northeastern Huskies (Perros Esquimales del Noreste) es el nombre que reciben los equipos deportivos de la Universidad Northeastern, situada en Boston, Massachusetts. Los equipos de los Huskies participan en las competiciones universitarias organizadas por la NCAA, y forman parte de la Colonial Athletic Association, de la cual son miembros de pleno derecho desde 2005.

## Apodo y mascota
El apodo de Huskies surgió en 1927, y ese mismo año se trajo desde Alaska un husky al que llamaron King Husky I, viviendo durante 14 años en el campus. Durante años se fue renovando la mascota, hasta que en 1989 murió King Husky VII, y durante 15 años no hubo mascota viva en la universidad. En 2003 se votó porque la nueva mascota se llamara Paws.

## Programa deportivo
Los Huskies participan en las siguientes modalidades deportivas:
| - Masculino - Baloncesto - Béisbol - Fútbol - Remo - Hockey sobre Hielo - Atletismo - Campo a través | - Femenino - Baloncesto - Voleibol - Hockey sobre hierba - Natación - Fútbol - Atletismo - Hockey sobre hielo - Campo a través - Remo |

### Baloncesto
El equipo de baloncesto masculino consiguió 8 títulos de conferencia cuando estaba en la America East Conference. Sin embargo no ha vuelto a conseguir ninguno más desde que pertenece a la Colonial Athletic Association. 5 de sus jugadores han llegado a debutar en la NBA, destacando el fallecido Reggie Lewis y el portorriqueño José Juan Barea.

## Instalaciones deportivas
- Matthews Arena, también conocido como Boston Arena, es la histórica instalación donde disputan sus partidos de baloncesto y de hockey sobre hielo. Construido en 1910, fue sede de los Boston Celtics y de los Boston Bruins. Tiene capacidad para 6.000 espectadores.[4]
- Parsons Field, es el estadio donde se disputa el fútbol. Construido en 1932, fue remodelado completamente en 1992, y tiene una capacidad para 2.000 espectadores.[5]